# Lorens Pasch le jeune
Lorens ou Laurent Pasch le jeune né le 6 juin 1733 et mort le 29 avril 1805 est un peintre suédois, portraitiste de l’aristocratie européenne du milieu du XVIIIe siècle.
Neveu de Johan Pasch, peintre influent à la cour suédoise, et fils de Lorens Pasch le vieux, portraitiste renommé de l'aristocratie suédoise, il est également le frère d'Ulrika Pasch membre de l'Académie royale des arts de Suède.

## Biographie
Destiné à la prêtrise par son père qui l'envoie étudié à l'Université d'Uppsala à l'âge de 10 ans, Lorens parvient finalement à convaincre son père d’entamer une carrière d'artiste et est envoyé, grâce à l'influence de son oncle, à Copenhague où il devient un élève de Carl Gustaf Pilo.
En 1758, malgré plusieurs offres d'ateliers lui proposant d'achever sa formation à Stockholm, Lorens part s'installer à Paris où il se spécialise auprès de François Boucher et Jean-Baptiste-Marie Pierre dans la peinture historique. Il deviendra l'ami d'Alexandre Roslin, le protecteur désigné des artistes suédois à Paris.
En 1764, il quitte la France, voyage pendant deux ans avant de retourner en Suède pour achever son apprentissage auprès du peintre français Guillaume Taraval qui fonda en 1735 l'Institut Royal des Arts à Stockholm. Accumulant rapidement les commandes, il acquiert une réputation à la cour et finit par gagner l'estime du roi Adolphe-Frédéric de Suède et de sa femme Louise-Ulrique pour qui il effectuera l'une de ses œuvres les plus notables Portrait de Louise-Ulrique de Prusse.
Il obtient en 1773, à la création de l’Académie royale des arts de Suède, un poste de professeur puis est promu directeur en 1793 à la suite du décès de son prédécesseur et ancien mentor Carl Gustaf Pilo, Il occupe les dernières années de sa vie à former de jeunes artistes.
Jamais marié, il meurt le 29 avril 1805 sans postérité. Il est à ce jour, l'un des peintres les plus connus de l'ère gustavienne.

## Galerie

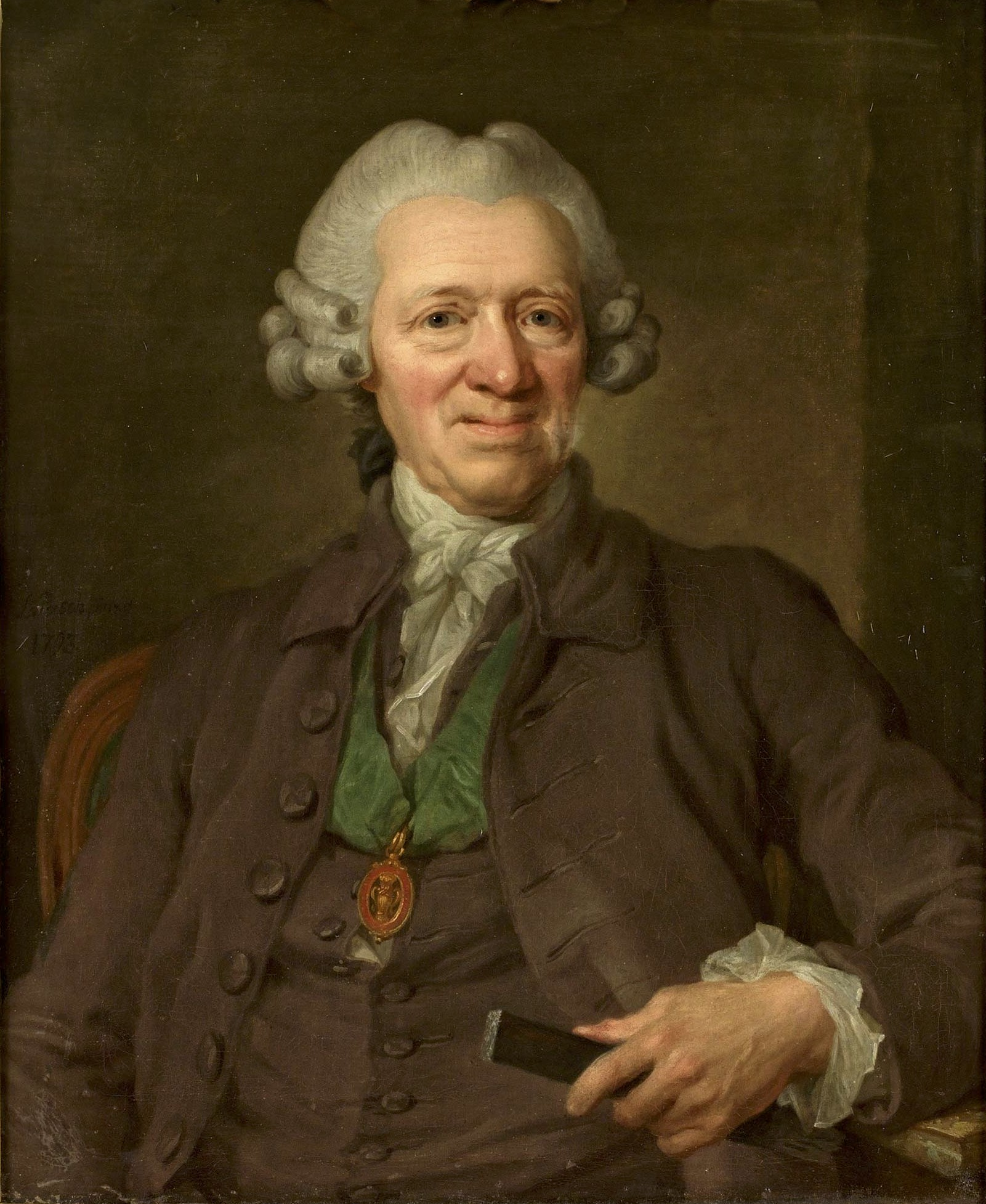
Jacob Ramsell
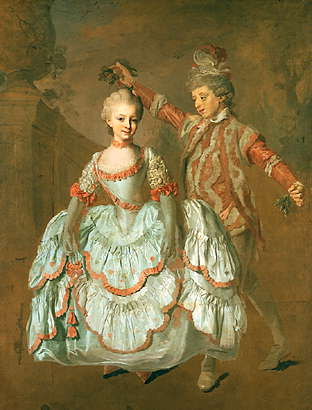
Enfants dansant, 1760
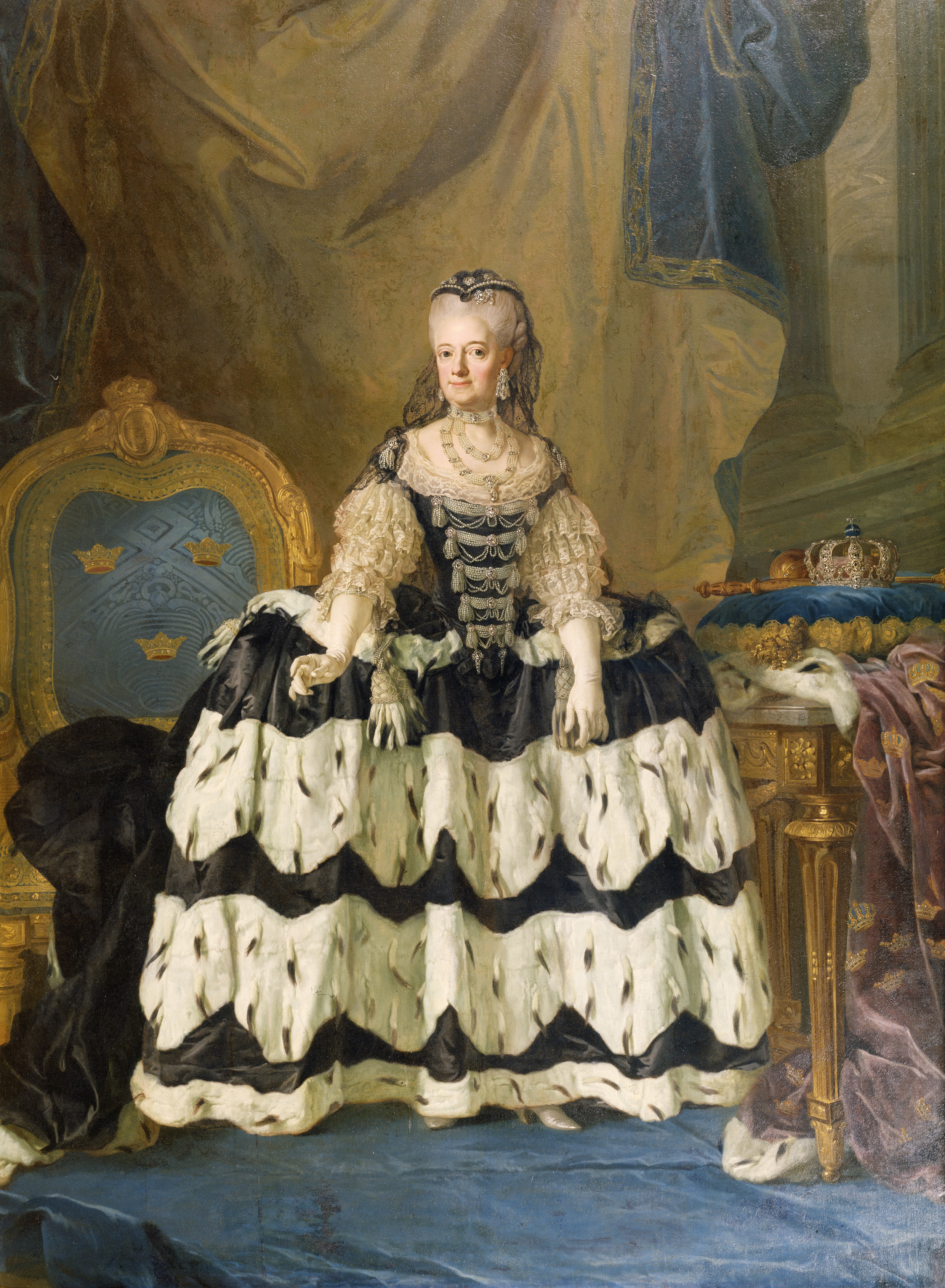
La reine Louise-Ulrique, 1771
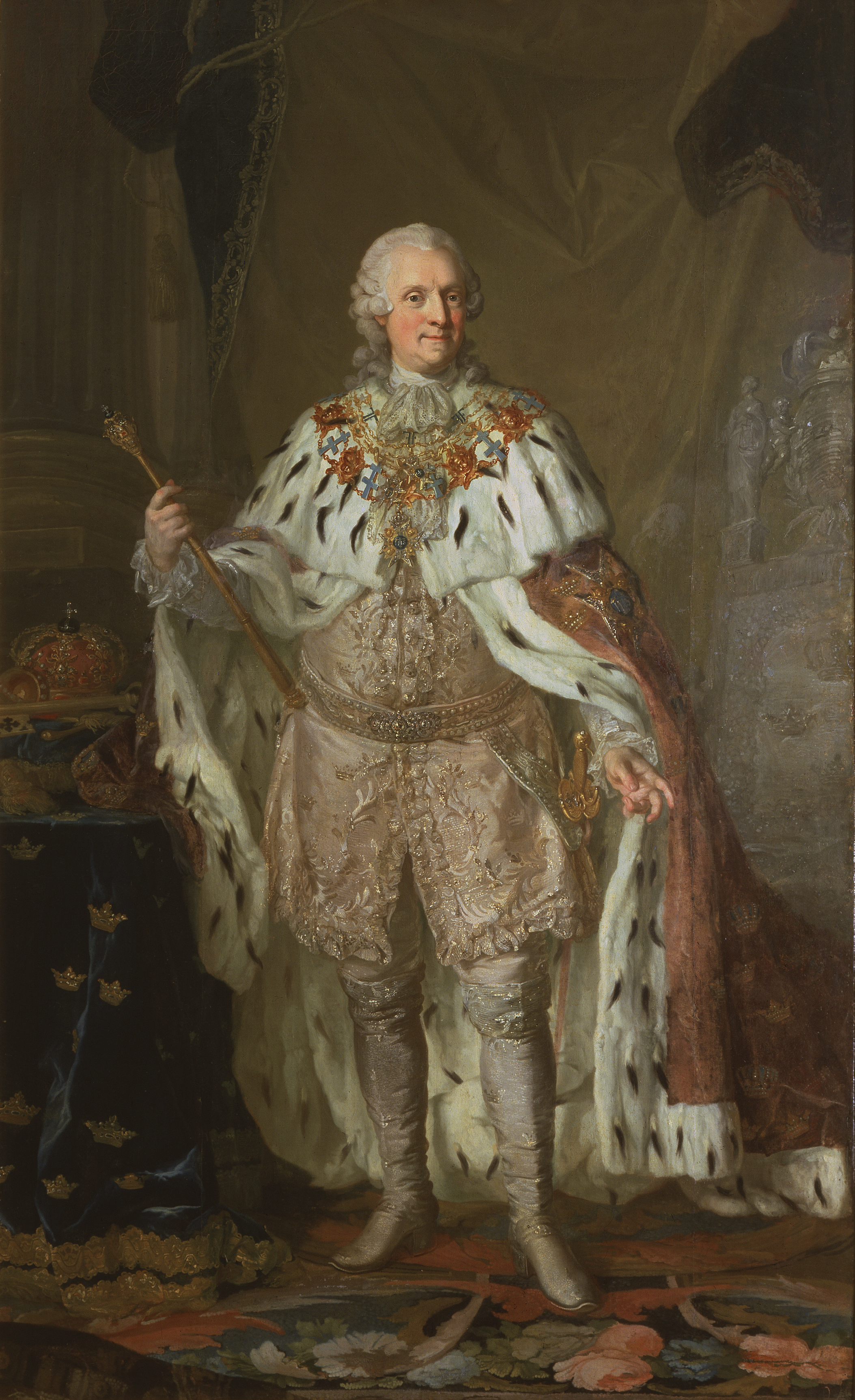
Le roi Adolphe-Frédéric de Suède
Le roi Gustave III de Suède, 1777
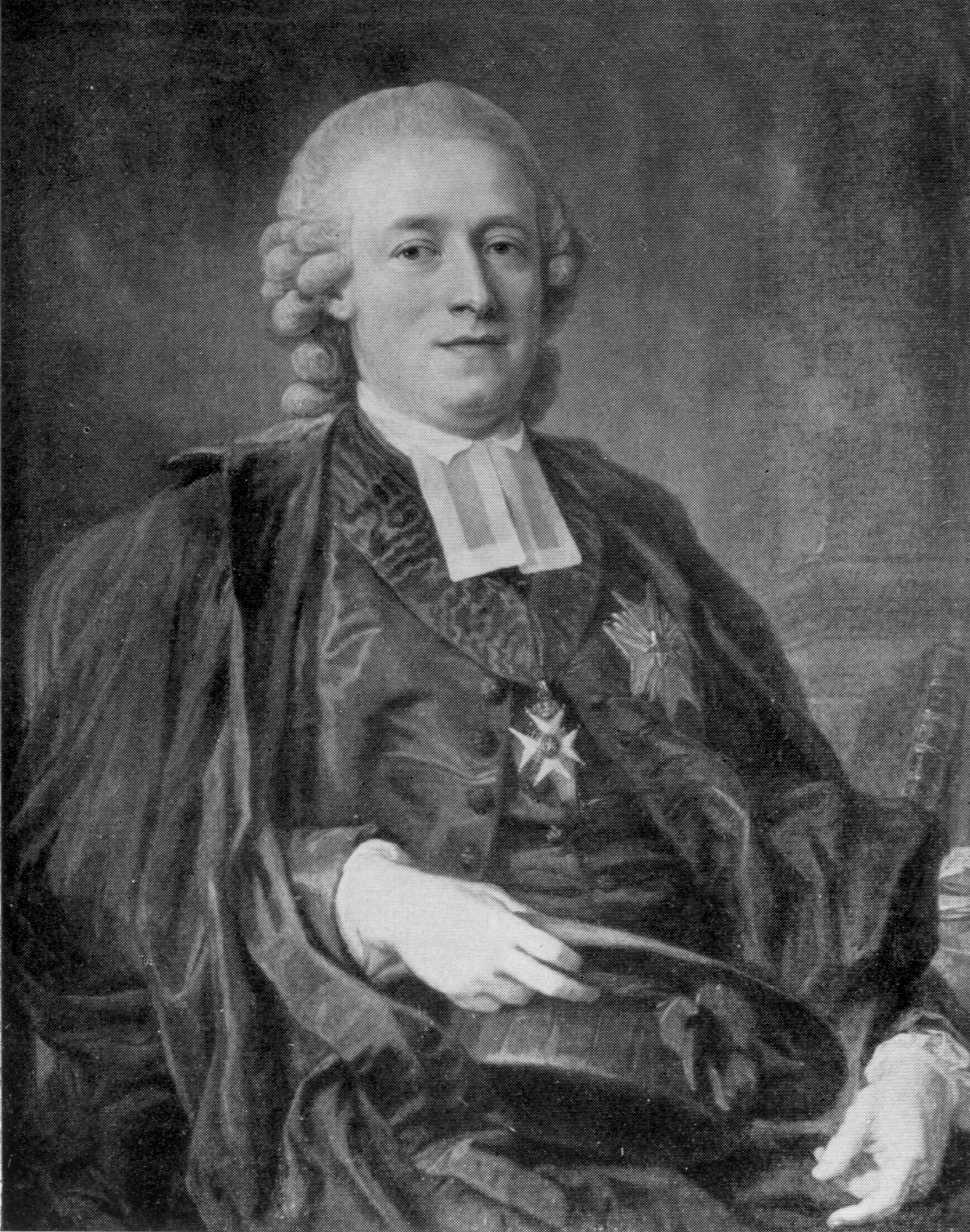
L'évêque Uno von Troil
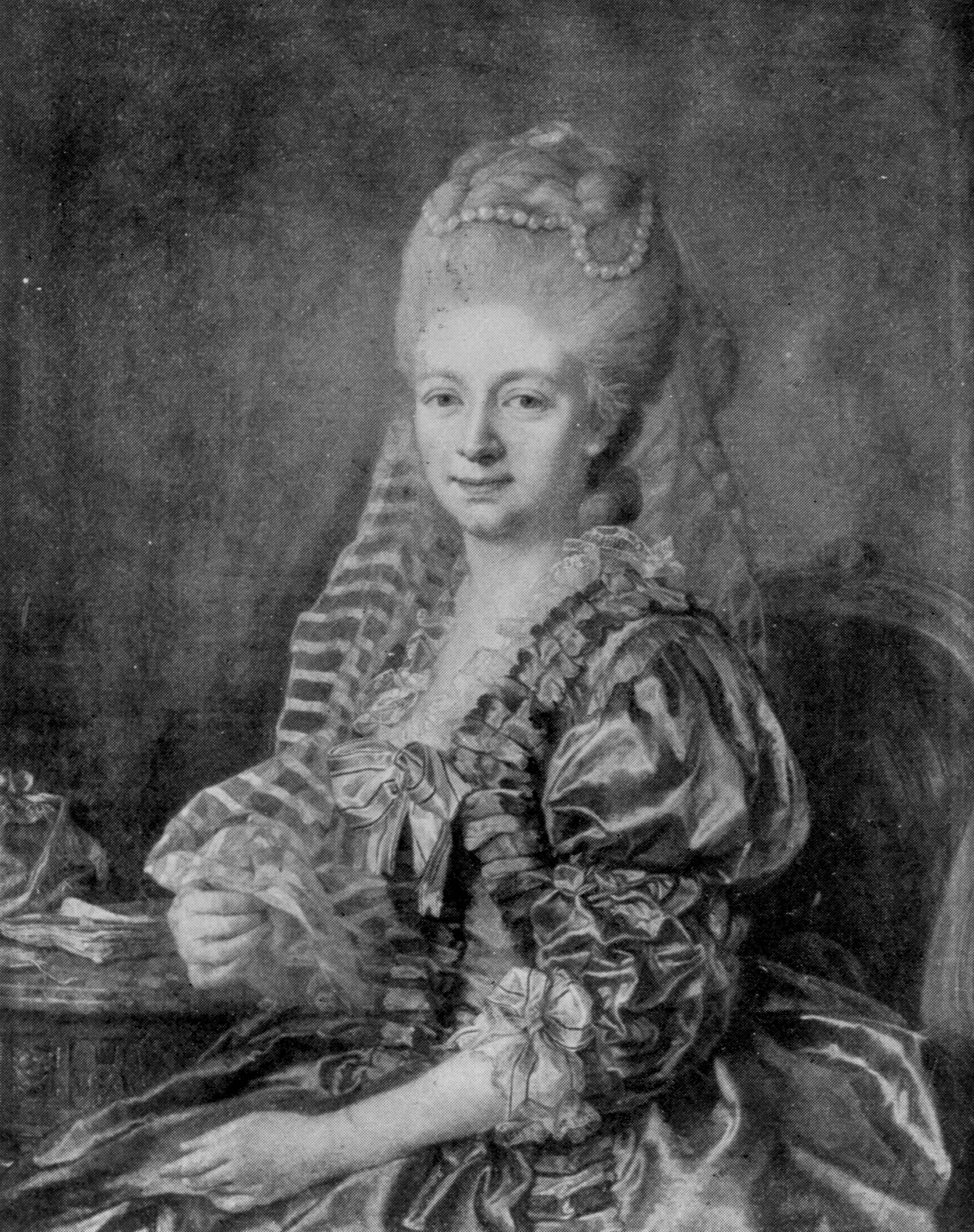
Madeleine von Troil
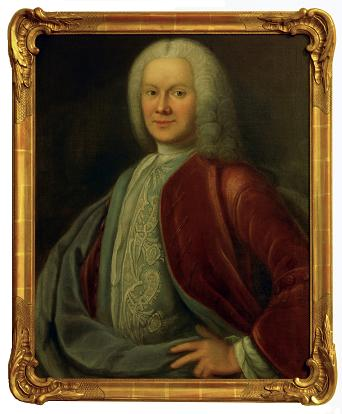
Nils Rosén von Rosenstein